# 麻醉药品
麻醉药品或麻醉药物，又称成瘾麻药、瘾麻药、毒麻药，以区别 麻醉藥（anesthetic），是对中枢神经有麻醉作用，连续使用后易产生身体依赖性、能形成瘾癖的药物或药品。麻醉药品并不全等义于毒品，包括阿片类、可卡因类、大麻类、合成麻醉药类，和药用原植物及其制剂等。
医学上，最初指任何具有麻木或麻痹性质的精神活性化合物，又泛指能夠導致人類進入睡眠、昏迷或無知覺狀態的藥品。而法律上，“麻醉品”的定义更不精确，且具有负面含义。
在美國，它被用來指稱阿片類藥物，如鸦片、海洛英、吗啡、杜冷丁，或是鴉片類藥物的衍生物，如可待因酮（oxycodone）、氫可酮（hydrocodone）。因此，這個名詞在現代具有負面意思，通常被用來指法律上禁止使用的藥品（prohibition of drugs），常译为“毒品”。 
麻醉药品和精神药物是构成毒品的两大来源，联合国制定有《麻醉品单一公约》以控制吸毒问题。

## 字源
英語：的字根源自古希臘語：（narkō）這個單字最早由蓋倫使用，用來指稱能使人麻木、昏迷的草藥，包括風茄根、罌粟茶等。古希臘語：（narkō）源於古希臘語：（narcosis），麻木、萎靡之义，這個單字最早被希波克拉底使用，用來形容人陷入昏迷的過程。